# (21367) Edwardpleva
(21367) Edwardpleva est un astéroïde de la ceinture principale.

## Description
(21367) Edwardpleva est un astéroïde de la ceinture principale. Il fut découvert le 2 juin 1997 à l'Observatoire de Kitt Peak par le projet Spacewatch. Il présente une orbite caractérisée par un demi-grand axe de 3,00 UA, une excentricité de 0,06 et une inclinaison de 12,8° par rapport à l'écliptique.

## Compléments